# Topielisko. Klątwa La Llorony
Topielisko. Klątwa La Llorony (ang. The Curse of La Llorona) – amerykański horror z 2019 roku w reżyserii Michaela Chavesa – jego debiut pełnometrażowy. Scenariusz napisali Mikki Daughtry i Tobias Iaconis, nawiązując o postaci La Llorony z latynoamerykańskiego folkloru. Jest to szósta część serii Uniwersum Obecności. W filmie występują Linda Cardellini, Raymond Cruz i Patricia Velásquez, a jego bohaterką jest matka, która musi ocalić swoje dzieci przed złowrogim duchem.

## Obsada
- Linda Cardellini jako Anna
- Raymond Cruz jako Rafael Olvera
- Marisol Ramirez jako La Llorona
- Patricia Velásquez jako Patricia Alvarez
- Roman Christou jako Chris
- Jaynee-Lynne Kinchen jako Samantha
- Sean Patrick Thomas jako detektyw Cooper
- Tony Amendola jako ojciec Perez
- Irene Keng jakos Donna
- Oliver Alexander jako Carlos Alvarez
- Aiden Lewandowski jako Tomas Alvarez
- Paul Rodriguez jako oficer Carlo
- John Marshall Jones jako pan Hankins
- Ricardo Mamood-Vega jako Perez
- Jaydan Valdivia jakos Diego